# Challenge League 2025-2026
La Challenge League 2025-2026, nota come dieci Challenge League 2025-2026 per motivi di sponsorizzazione, sarà la 128ª edizione della seconda divisione del campionato svizzero di calcio, la 23ª sotto l'attuale denominazione. La stagione inizierà il 25 luglio 2025 e finirà il 15 maggio 2026.

## Stagione

### Novità
È stato promosso in Super League 2025-2026 il primo della scorsa stagione; vale a dire il Thun. Lo Sciaffusa, ultimo in classifica, è stato retrocesso in Promotion League.
Dalla Promotion League è stato promosso il Rapperswil, mentre dalla Super League è stato retrocesso l'Yverdon, arrivato ultimo.

### Formula
Le 10 squadre giocano un girone all'italiana con partite di andata, ritorno, andata e ritorno, per un totale di 36 giornate.
Al termine della stagione, la prima in classifica è promossa in Super League, mentre la seconda classificata gioca uno spareggio promozione con un'altra squadra di Super League. L'ultima classificata è invece direttamente retrocessa in Promotion League.

## Squadre partecipanti
| Club                 | Città             | Stadio                         | Stagione precedente              |
| -------------------- | ----------------- | ------------------------------ | -------------------------------- |
| Aarau                | Aarau             | Stadion Brügglifeld            | 2° in Challenge League           |
| Bellinzona           | Bellinzona        | Stadio comunale                | 7° in Challenge League           |
| Étoile Carouge       | Carouge           | Stade de la Fontenette         | 3° in Challenge League           |
| Neuchâtel Xamax      | Neuchâtel         | La Maladière                   | 8° in Challenge League           |
| Rapperswil-Jona      | Rapperswil-Jona   | Stadion Grünfeld               | 1° in Promotion League, promosso |
| Stade Lausanne-Ouchy | Losanna           | Stade Olympique de la Pontaise | 4° in Challenge League           |
| Stade Nyonnais       | Nyon              | Centre sportif de Colovray     | 9° in Challenge League           |
| Vaduz                | Vaduz             | Rheinpark                      | 6° in Challenge League           |
| Wil                  | Wil               | IGP Arena                      | 5° in Challenge League           |
| Yverdon-Sport        | Yverdon-les Bains | Stade Municipal                | 12° in Super League, retrocesso  |

## Allenatori e primatisti
| Squadra              | Allenatore         | Calciatore più presente | Cannoniere                                    |
| -------------------- | ------------------ | ----------------------- | --------------------------------------------- |
| Aarau                | Brunello Iacopetta |                         | Elias Filet, Daniel Afriyie (2)               |
| Bellinzona           | Manuel Benavente   |                         | Willy Vogt (2)                                |
| Étoile Carouge       | Pedro Nogueira     |                         | Luc-Elvine Essiena Avang (1)                  |
| Neuchâtel Xamax      | Anthony Braizat    |                         | Fabio Saiz, Shkelqim Demhasaj (2)             |
| Rapperswil-Jona      | David Sesa         |                         | Rijad Saliji (1)                              |
| Stade Lausanne-Ouchy | Dalibor Stevanovič |                         | Warren Caddy (2)                              |
| Stade Nyonnais       | Andrea Binotto     |                         | Joris Manquant, Thomas Perchaud (1)           |
| Vaduz                | Marc Schneider     |                         | Nicolas Hasler, Ruben Dantas Fernandes (2)    |
| Wil                  | Marco Hammerli     |                         | Marwane Hajij, Kastrijot Ndau, Luan Abazi (1) |
| Yverdon              | Adrian Ursea       |                         | Antonio Marchesano (3)                        |

## Classifica finale
|  | Pos. | Squadra              | Pt | G | V | N | P | GF | GS | DR |
|  | ---- | -------------------- | -- | - | - | - | - | -- | -- | -- |
|  | 1.   | Aarau                | 9  | 3 | 3 | 0 | 0 | 6  | 1  | +5 |
|  | 2.   | Vaduz                | 7  | 3 | 2 | 1 | 0 | 6  | 2  | +4 |
|  | 3.   | Yverdon              | 6  | 3 | 2 | 0 | 1 | 7  | 4  | +3 |
|  | 4.   | Neuchâtel Xamax      | 4  | 3 | 1 | 1 | 1 | 6  | 4  | +2 |
|  | 5.   | Wil                  | 4  | 3 | 1 | 1 | 1 | 3  | 4  | -1 |
|  | 6.   | Stade Nyonnais       | 4  | 3 | 1 | 1 | 1 | 2  | 4  | -2 |
|  | 7.   | Rapperswil-Jona      | 3  | 3 | 1 | 0 | 2 | 1  | 4  | -3 |
|  | 8.   | Stade Lausanne-Ouchy | 2  | 3 | 0 | 2 | 1 | 5  | 6  | -1 |
|  | 9.   | Étoile Carouge       | 1  | 3 | 0 | 1 | 2 | 1  | 3  | -2 |
|  | 10.  | Bellinzona           | 1  | 3 | 0 | 1 | 2 | 3  | 8  | -5 |

Legenda:
      Promossa in Super League 2026-2027.
 Ammessa allo spareggio promozione-retrocessione.
      Retrocessa in Promotion League 2026-2027.
Note:
Tre punti a vittoria, uno a pareggio, zero a sconfitta.
In caso di arrivo di due o più squadre a pari punti, la graduatoria verrà stilata in base ai seguenti criteri:
- Differenza reti generale.
- Reti realizzate in generale.
- Differenza reti negli scontri diretti.
- Maggior numero di reti in trasferta.
- Sorteggio.

## Risultati

### Tabellone

#### Prima Fase
|                      | AAR | ACB | CAR | RAP | SLO | NYO | VAD | WIL | XAM | YS  |
| -------------------- | --- | --- | --- | --- | --- | --- | --- | --- | --- | --- |
| Aarau                | ——— | 1-0 |     |     |     |     |     |     | 2-0 |     |
| Bellinzona           |     | ——— |     |     |     |     |     |     | 1-5 |     |
| Étoile Carouge       |     |     | ——— |     |     |     | 1-1 |     |     |     |
| Rapperswil-Jona      |     |     | 1-0 | ——— |     |     |     |     |     | 0-3 |
| Stade Lausanne-Ouchy |     | 2-2 |     |     | ——— |     |     | 1-1 |     |     |
| Stade Nyonnais       |     |     |     | 1-0 |     | ——— |     |     |     |     |
| Vaduz                |     |     |     |     |     | 3-0 | ——— |     |     | 2-1 |
| Wil                  | 1-3 |     | 1-0 |     |     |     |     | ——— |     |     |
| Neuchâtel Xamax      |     |     |     |     |     | 1-1 |     |     | ——— |     |
| Yverdon              |     |     |     |     | 3-2 |     |     |     |     | ——— |

#### Seconda Fase
|                      | AAR | ACB | CAR | RJ  | SLO | NYO | VAD | WIL | XAM | YS  |
| -------------------- | --- | --- | --- | --- | --- | --- | --- | --- | --- | --- |
| Aarau                | ——— |     |     |     |     |     |     |     |     |     |
| Bellinzona           |     | ——— |     |     |     |     |     |     |     |     |
| Étoile Carouge       |     |     | ——— |     |     |     |     |     |     |     |
| Rapperswil-Jona      |     |     |     | ——— |     |     |     |     |     |     |
| Stade Lausanne-Ouchy |     |     |     |     | ——— |     |     |     |     |     |
| Stade Nyonnais       |     |     |     |     |     | ——— |     |     |     |     |
| Vaduz                |     |     |     |     |     |     | ——— |     |     |     |
| Wil                  |     |     |     |     |     |     |     | ——— |     |     |
| Neuchâtel Xamax      |     |     |     |     |     |     |     |     | ——— |     |
| Yverdon              |     |     |     |     |     |     |     |     |     | ——— |

## Spareggi

### Spareggio promozione/retrocessione
Allo spareggio partecipano l'undicesima classificata in Super League e la seconda classificata in Challenge League.
|             | Risultati |             | Luogo e data |
| ----------- | --------- | ----------- | ------------ |
| Sconosciuta | -         | Sconosciuta |              |
| Sconosciuta | -         | Sconosciuta |              |
|             |           |             |              |

## Statistiche

### Squadre

#### Capoliste solitarie
|    | ——    | —— | —— | —— | —— | —— | —— | —— | ——  | ——  | ——  | ——  | ——  | ——  | ——  | ——  | ——  | ——  | ——  | ——  | ——  | ——  | ——  | ——  | ——  | ——  | ——  | ——  | ——  | ——  | ——  | ——  | ——  | ——  | ——  | —— |  |
|    | Aarau |    |    |    |    |    |    |    |     |     |     |     |     |     |     |     |     |     |     |     |     |     |     |     |     |     |     |     |     |     |     |     |     |     |     |    |  |
|    |       |    |    |    |    |    |    |    |     |     |     |     |     |     |     |     |     |     |     |     |     |     |     |     |     |     |     |     |     |     |     |     |     |     |     |    |  |
|    |       |    |    |    |    |    |    |    |     |     |     |     |     |     |     |     |     |     |     |     |     |     |     |     |     |     |     |     |     |     |     |     |     |     |     |    |  |
| 1ª | 2ª    | 3ª | 4ª | 5ª | 6ª | 7ª | 8ª | 9ª | 10ª | 11ª | 12ª | 13ª | 14ª | 15ª | 16ª | 17ª | 18ª | 19ª | 20ª | 21ª | 22ª | 23ª | 24ª | 25ª | 26ª | 27ª | 28ª | 29ª | 30ª | 31ª | 32ª | 33ª | 34ª | 35ª | 36ª |    |  |

### Individuali

#### Classifica marcatori
| Gol |  |  | Giocatore                | Squadra              |
| --- |  |  | ------------------------ | -------------------- |
| 3   |  |  | Antonio Marchesano       | Yverdon              |
| 2   |  |  | Elias Filet              | Aarau                |
| 2   |  |  | Fabio Saiz               | Neuchâtel Xamax      |
| 2   |  |  | Shkelqim Demhasaj        | Neuchâtel Xamax      |
| 2   |  |  | Dejan Sorgić             | Yverdon              |
| 2   |  |  | Daniel Afriyie           | Aarau                |
| 2   |  |  | Warren Caddy             | Stade Lausanne-Ouchy |
| 2   |  |  | Willy Vogt               | Bellinzona           |
| 2   |  |  | Nicolas Hasler           | Vaduz                |
| 2   |  |  | Ruben Dantas Fernandes   | Vaduz                |
| 1   |  |  | Rijad Saliji             | Rapperswil-Jona      |
| 1   |  |  | Joris Manquant           | Stade Nyonnais       |
| 1   |  |  | Marwane Hajij            | Wil                  |
| 1   |  |  | Elias Pasche             | Yverdon              |
| 1   |  |  | Kastrijot Ndau           | Wil                  |
| 1   |  |  | Thomas Perchaud          | Stade Nyonnais       |
| 1   |  |  | Léo Seydoux              | Neuchâtel Xamax      |
| 1   |  |  | Noah Streit              | Neuchâtel Xamax      |
| 1   |  |  | Keasse Bah               | Stade Lausanne-Ouchy |
| 1   |  |  | Patrick Sutter           | Stade Lausanne-Ouchy |
| 1   |  |  | Luc-Elvine Essiena Avang | Étoile Carouge       |
| 1   |  |  | Dominik Schwizer         | Vaduz                |
| 1   |  |  | Luan Abazi               | Wil                  |
| 1   |  |  | Patrick Weber            | Yverdon              |
| 1   |  |  | Henri Koide              | Aarau                |
| 1   |  |  | Armando Sadiku           | Bellinzona           |
| 1   |  |  | Landry Nomel             | Stade Lausanne-Ouchy |
| 1   |  |  | Stephan Seiler           | Vaduz                |
| 1   |  |  | Valon Fazliu             | Aarau                |